# Lassana Coulibaly
Lassana Coulibaly (Bamako, 10 aprile 1996) è un calciatore maliano, centrocampista del Lecce e della nazionale maliana.

## Caratteristiche tecniche
Di ruolo centrocampista, ha iniziato agendo come incontrista davanti alla difesa.

## Carriera

### Club

#### Gli inizi, Bastia
Prodotto delle giovanili del Bastia, esordisce il Ligue 1 l'8 agosto 2015 nella partita vinta per 1-0 contro il Rennes. Quattordici giorni dopo realizza la sua prima rete tra i professionisti, nel successo per 3-0 contro il Guingamp. Termina la sua prima stagione con 18 presenze. Successivamente stipula con il club corso un contratto triennale, valido sino il 2 giugno 2016.
L'annata seguente è la stagione della conferma, poiché viene utilizzato principalmente come titolare, sebbene la squadra non eviti la retrocessione in National 3. Complessivamente in due anni di permanenza nel club corso totalizza 49 presenze e una rete.

#### Angers e vari prestiti
Il 5 luglio 2017 viene acquistato a titolo definitivo per 2 milioni di euro dalla squadra francese dell'Angers. Debutta ufficialmente con i bianconeri il 6 agosto successivo, in un pareggio 2-2 contro il Bordeaux. Esattamente 21 giorni dopo il suo debutto, in una gara contro il Lille, mette a segno la sua prima rete per il club. Nel corso della stagione, vedrà il proprio minutaggio diminuire cospicuamente, venendo relegato a più riprese in panchina. Nonostante ciò, termina l'annata con 22 presenze.
Il 10 luglio 2018 viene ceduto in prestito ai Rangers. Il 5 agosto seguente fa il proprio debutto in Scottish Premiership, in un pareggio esterno contro l'Aberdeen. Quattro giorni dopo, nel turno di qualificazione all'Europa League, mette a segno la sua prima rete con la maglia dei Light Blues. Il 15 settembre mette a segno la sua prima marcatura in campionato, nella rocambolesca vittoria contro il Dundee. Termina la propria esperienza scozzese con 30 presenze e 4 reti.
Il 21 agosto 2019 parte nuovamente in prestito, questa volta al Cercle Bruges. Esordisce con i belgi tre giorni dopo, in una vittoria casalinga contro il Waasland-Beveren. Tuttavia, la sua esperienza al club sarà fortemente condizionata da un infortunio muscolare subito nel mese di ottobre, che limitò di molto il suo minutaggio. Termina la stagione con 17 presenze totali.
Al termine di questi due anni passati in prestito fa ritorno all'Angers, con cui milita per una stagione per poi rimanere svincolato a fine contratto.

#### Salernitana
Resta senza squadra sino al 31 luglio 2021, giorno in cui si accasa alla Salernitana, con cui stipula un contratto quadriennale. Il 22 agosto successivo, nel corso della prima giornata della Serie A 2021-2022, esordisce nella massima serie italiana nella sconfitta per 3-2 contro il Bologna. Termina la sua prima stagione in granata totalizzando 33 presenze, rendendosi inoltre protagonista di un'isperata salvezza maturata all'ultima giornata.
Inizia la stagione 2022-2023 debuttando in casa contro la Roma, venendo poi costretto a saltare la successiva gara contro l'Udinese per via di un risentimento muscolare. Il 5 novembre 2022 segna la sua prima rete in maglia granata, in occasione della sfida interna di campionato contro la Cremonese. Si ripeterà il 26 febbraio 2023, nel successo casalingo contro il Monza. Complici prestazioni al di sopra delle aspettative, termina l'annata con 36 presenze e 3 reti, contribuendo al piazzamento della propria squadra al quindicesimo posto in classifica.
La stagione seguente, complici varie problematiche interne alla squadra, si rivela piuttosto deludente sotto tutti i punti di vista, con il centrocampista maliano che, nonostante la propria inamovibilità dall'undici titolare, non riesce a mantenere lo stesso ritmo di prestazioni dell'annata precedente. Termina la stagione con 29 presenze e la propria squadra retrocessa in Serie B. In Campania rimane anche all'inizio della stagione successiva quando, dopo la partita di Coppa Italia, in cui rimane in panchina, conclude la sua esperienza con 98 presenze e 3 reti complessive.

#### Lecce
Il 14 agosto 2024 viene acquistato a titolo definitivo dal Lecce, in Serie A, per circa due milioni di euro, sottoscrivendo un accordo triennale con il club salentino. Esordisce con i giallorossi nel secondo tempo della partita persa per 0-4 in casa contro l'Atalanta, valida per la prima giornata di campionato. Il 25 maggio 2025, all'ultima giornata di campionato, è autore del suo primo gol con la squadra, quello del successo per 1-0 in casa della Lazio, che garantisce ai salentini la permanenza in Serie A.

### Nazionale
Ha giocato nella nazionale maliana Under-23.
Nell'agosto del 2016 riceve la sua prima convocazione nella nazionale maggiore maliana, con cui debutta il 4 settembre dello stesso anno nella vittoria per 5-2 contro il Benin.
Partecipa alla Coppa d'Africa nel 2017, nel 2019, nel 2021 e nel 2023.

## Statistiche

### Presenze e reti nei club
Statistiche aggiornate al 26 maggio 2025.
| Stagione           | Squadra            | Campionato         | Campionato | Campionato | Coppe nazionali | Coppe nazionali | Coppe nazionali | Coppe continentali | Coppe continentali | Coppe continentali | Altre coppe | Altre coppe | Altre coppe | Totale | Totale |
| Stagione           | Squadra            | Comp               | Pres       | Reti       | Comp            | Pres            | Reti            | Comp               | Pres               | Reti               | Comp        | Pres        | Reti        | Pres   | Reti   |
| ------------------ | ------------------ | ------------------ | ---------- | ---------- | --------------- | --------------- | --------------- | ------------------ | ------------------ | ------------------ | ----------- | ----------- | ----------- | ------ | ------ |
| 2015-2016          | Bastia             | L1                 | 15         | 1          | CF+CdL          | 2+1             | 0               | -                  | -                  | -                  | -           | -           | -           | 18     | 1      |
| 2016-2017          | Bastia             | L1                 | 30         | 0          | CF+CdL          | 0+1             | 0               | -                  | -                  | -                  | -           | -           | -           | 31     | 0      |
| Totale Bastia      | Totale Bastia      | Totale Bastia      | 45         | 1          |                 | 2+2             | 0               |                    | -                  | -                  |             | -           | -           | 49     | 1      |
| 2017-2018          | Angers             | L1                 | 19         | 1          | CF+CdL          | 0+3             | 0               | -                  | -                  | -                  | -           | -           | -           | 22     | 1      |
| 2018-2019          | Rangers            | SP                 | 19         | 1          | SC+SLC          | 1+1             | 1+0             | UEL                | 9                  | 1                  | -           | -           | -           | 30     | 3      |
| 2019-2020          | Cercle Bruges      | D1                 | 16         | 0          | CB              | 1               | 0               | -                  | -                  | -                  | -           | -           | -           | 17     | 0      |
| 2020-2021          | Angers             | L1                 | 29         | 1          | CF              | 2               | 0               | -                  | -                  | -                  | -           | -           | -           | 31     | 1      |
| Totale Angers      | Totale Angers      | Totale Angers      | 48         | 2          |                 | 2+3             | 0               |                    | -                  | -                  |             | -           | -           | 53     | 2      |
| 2021-2022          | Salernitana        | A                  | 31         | 0          | CI              | 2               | 0               | -                  | -                  | -                  | -           | -           | -           | 33     | 0      |
| 2022-2023          | Salernitana        | A                  | 35         | 3          | CI              | 1               | 0               | -                  | -                  | -                  | -           | -           | -           | 36     | 3      |
| 2023-2024          | Salernitana        | A                  | 28         | 0          | CI              | 1               | 0               | -                  | -                  | -                  | -           | -           | -           | 29     | 0      |
| ago. 2024          | Salernitana        | B                  | 0          | 0          | CI              | 0               | 0               | -                  | -                  | -                  | -           | -           | -           | 0      | 0      |
| Totale Salernitana | Totale Salernitana | Totale Salernitana | 94         | 3          |                 | 4               | 0               | -                  | -                  | -                  | -           | -           | -           | 98     | 3      |
| ago. 2024-2025     | Lecce              | A                  | 38         | 1          | CI              | -               | -               | -                  | -                  | -                  | -           | -           | -           | 38     | 1      |
| Totale carriera    | Totale carriera    | Totale carriera    | 261        | 8          |                 | 15              | 1               |                    | 9                  | 1                  |             | -           | -           | 285    | 10     |

### Cronologia presenze e reti in nazionale
| Cronologia completa delle presenze e delle reti in nazionale ― Mali | Cronologia completa delle presenze e delle reti in nazionale ― Mali | Cronologia completa delle presenze e delle reti in nazionale ― Mali | Cronologia completa delle presenze e delle reti in nazionale ― Mali | Cronologia completa delle presenze e delle reti in nazionale ― Mali | Cronologia completa delle presenze e delle reti in nazionale ― Mali | Cronologia completa delle presenze e delle reti in nazionale ― Mali | Cronologia completa delle presenze e delle reti in nazionale ― Mali |
| Data                                                                | Città                                                               | In casa                                                             | Risultato                                                           | Ospiti                                                              | Competizione                                                        | Reti                                                                | Note                                                                |
| ------------------------------------------------------------------- | ------------------------------------------------------------------- | ------------------------------------------------------------------- | ------------------------------------------------------------------- | ------------------------------------------------------------------- | ------------------------------------------------------------------- | ------------------------------------------------------------------- | ------------------------------------------------------------------- |
| 4-9-2016                                                            | Bamako                                                              | Mali                                                                | 5 – 2                                                               | Benin                                                               | Qual. Coppa d'Africa 2017                                           | -                                                                   | 68’                                                                 |
| 8-10-2016                                                           | Bouaké                                                              | Costa d'Avorio                                                      | 3 – 1                                                               | Mali                                                                | Qual. Mondiali 2018                                                 | -                                                                   |                                                                     |
| 12-11-2016                                                          | Bamako                                                              | Mali                                                                | 0 – 0                                                               | Gabon                                                               | Qual. Mondiali 2018                                                 | -                                                                   |                                                                     |
| 7-1-2017                                                            | Marrakech                                                           | Burkina Faso                                                        | 2 – 1                                                               | Mali                                                                | Amichevole                                                          | -                                                                   | 46’                                                                 |
| 17-1-2017                                                           | Port-Gentil                                                         | Mali                                                                | 0 – 0                                                               | Egitto                                                              | Coppa d'Africa 2017 - 1º turno                                      | -                                                                   | 72’                                                                 |
| 25-1-2017                                                           | Oyem                                                                | Uganda                                                              | 1 – 1                                                               | Mali                                                                | Coppa d'Africa 2017 - 1º turno                                      | -                                                                   | 54’                                                                 |
| 10-6-2017                                                           | Bamako                                                              | Mali                                                                | 2 – 1                                                               | Gabon                                                               | Qual. Coppa d'Africa 2019                                           | -                                                                   | 40’                                                                 |
| 1-9-2017                                                            | Rabat                                                               | Marocco                                                             | 6 – 0                                                               | Mali                                                                | Qual. Mondiali 2018                                                 | -                                                                   | 78’                                                                 |
| 5-9-2017                                                            | Bamako                                                              | Mali                                                                | 0 – 0                                                               | Marocco                                                             | Qual. Mondiali 2018                                                 | -                                                                   | 86’                                                                 |
| 23-3-2018                                                           | Liegi                                                               | Giappone                                                            | 1 – 1                                                               | Mali                                                                | Amichevole                                                          | -                                                                   |                                                                     |
| 16-10-2018                                                          | Bujumbura                                                           | Burundi                                                             | 1 – 1                                                               | Mali                                                                | Qual. Coppa d'Africa 2019                                           | -                                                                   | 65’                                                                 |
| 17-11-2018                                                          | Libreville                                                          | Gabon                                                               | 0 – 1                                                               | Mali                                                                | Qual. Coppa d'Africa 2019                                           | -                                                                   |                                                                     |
| 23-3-2019                                                           | Yaoundé                                                             | Mali                                                                | 3 – 0                                                               | Sudan                                                               | Qual. Coppa d'Africa 2019                                           | -                                                                   |                                                                     |
| 26-3-2019                                                           | Dakar                                                               | Senegal                                                             | 2 – 1                                                               | Mali                                                                | Amichevole                                                          | -                                                                   |                                                                     |
| 14-6-2019                                                           | Al Wakrah                                                           | Camerun                                                             | 1 – 1                                                               | Mali                                                                | Amichevole                                                          | -                                                                   | 41’                                                                 |
| 16-6-2019                                                           | Doha                                                                | Algeria                                                             | 3 – 2                                                               | Mali                                                                | Amichevole                                                          | -                                                                   | 46’                                                                 |
| 24-6-2019                                                           | Suez                                                                | Mali                                                                | 4 – 1                                                               | Mauritania                                                          | Coppa d'Africa 2019 - 1º turno                                      | -                                                                   |                                                                     |
| 28-6-2019                                                           | Suez                                                                | Tunisia                                                             | 1 – 1                                                               | Mali                                                                | Coppa d'Africa 2019 - 1º turno                                      | -                                                                   |                                                                     |
| 2-7-2019                                                            | Ismailia                                                            | Angola                                                              | 0 – 1                                                               | Mali                                                                | Coppa d'Africa 2019 - 1º turno                                      | -                                                                   |                                                                     |
| 8-7-2019                                                            | Suez                                                                | Mali                                                                | 0 – 1                                                               | Costa d'Avorio                                                      | Coppa d'Africa 2019 - Ottavi di finale                              | -                                                                   | 36’ 80’                                                             |
| 5-9-2019                                                            | Dammam                                                              | Arabia Saudita                                                      | 1 – 1                                                               | Mali                                                                | Amichevole                                                          | -                                                                   |                                                                     |
| 13-10-2019                                                          | Port Elizabeth                                                      | Sudafrica                                                           | 2 – 1                                                               | Mali                                                                | Amichevole                                                          | -                                                                   |                                                                     |
| 9-10-2020                                                           | Manavgat                                                            | Mali                                                                | 3 – 0                                                               | Ghana                                                               | Amichevole                                                          | -                                                                   |                                                                     |
| 13-11-2020                                                          | Bamako                                                              | Mali                                                                | 1 – 0                                                               | Namibia                                                             | Qual. Coppa d'Africa 2021                                           | -                                                                   |                                                                     |
| 17-11-2020                                                          | Windhoek                                                            | Namibia                                                             | 1 – 2                                                               | Mali                                                                | Qual. Coppa d'Africa 2021                                           | -                                                                   |                                                                     |
| 6-6-2021                                                            | Blida                                                               | Algeria                                                             | 1 – 0                                                               | Mali                                                                | Amichevole                                                          | -                                                                   | 85’                                                                 |
| 15-6-2021                                                           | Radès                                                               | Tunisia                                                             | 1 – 0                                                               | Mali                                                                | Amichevole                                                          | -                                                                   |                                                                     |
| 1-9-2021                                                            | Agadir                                                              | Mali                                                                | 1 – 0                                                               | Ruanda                                                              | Qual. Mondiali 2022                                                 | -                                                                   | 35’                                                                 |
| 12-1-2022                                                           | Limbe                                                               | Tunisia                                                             | 0 – 1                                                               | Mali                                                                | Coppa d'Africa 2021 - 1º turno                                      | -                                                                   | 81’                                                                 |
| 16-1-2022                                                           | Limbe                                                               | Gambia                                                              | 1 – 1                                                               | Mali                                                                | Coppa d'Africa 2021 - 1º turno                                      | -                                                                   | 20’ 46’                                                             |
| 23-9-2022                                                           | Bamako                                                              | Mali                                                                | 1 – 0                                                               | Zambia                                                              | Amichevole                                                          | -                                                                   | 63’                                                                 |
| 16-11-2022                                                          | Bir El Djir                                                         | Algeria                                                             | 1 – 1                                                               | Mali                                                                | Amichevole                                                          | -                                                                   | 67’                                                                 |
| 28-3-2023                                                           | Casablanca                                                          | Gambia                                                              | 1 – 0                                                               | Mali                                                                | Qual. Coppa d'Africa 2023                                           | -                                                                   | 73’                                                                 |
| 20-11-2023                                                          | Bamako                                                              | Mali                                                                | 1 – 1                                                               | Rep. Centrafricana                                                  | Qual. Mondiali 2026                                                 | -                                                                   | 90+5’                                                               |
| 6-1-2024                                                            | Bamako                                                              | Mali                                                                | 6 – 2                                                               | Guinea-Bissau                                                       | Amichevole                                                          | 1                                                                   | 46’                                                                 |
| 16-1-2024                                                           | Korhogo                                                             | Mali                                                                | 2 – 0                                                               | Sudafrica                                                           | Coppa d'Africa 2023 - 1º turno                                      | -                                                                   | 58’ 90+4’                                                           |
| 20-1-2024                                                           | Korhogo                                                             | Tunisia                                                             | 1 – 1                                                               | Mali                                                                | Coppa d'Africa 2023 - 1º turno                                      | -                                                                   |                                                                     |
| 30-1-2024                                                           | Korhogo                                                             | Mali                                                                | 2 – 1                                                               | Burkina Faso                                                        | Coppa d'Africa 2023 - Ottavi di finale                              | -                                                                   | 74’                                                                 |
| 3-2-2024                                                            | Bouaké                                                              | Mali                                                                | 1 – 2 dts                                                           | Costa d'Avorio                                                      | Coppa d'Africa 2023 - Quarti di finale                              | -                                                                   | 80’ 89’                                                             |
| 22-3-2024                                                           | Marrakech                                                           | Mali                                                                | 2 – 0                                                               | Mauritania                                                          | Amichevole                                                          | -                                                                   |                                                                     |
| 26-3-2024                                                           | Marrakech                                                           | Mali                                                                | 2 – 0                                                               | Nigeria                                                             | Amichevole                                                          | -                                                                   | 82’                                                                 |
| 6-6-2024                                                            | Bamako                                                              | Mali                                                                | 1 – 2                                                               | Ghana                                                               | Qual. Mondiali 2026                                                 | -                                                                   | 65’                                                                 |
| 11-6-2024                                                           | Johannesburg                                                        | Madagascar                                                          | 0 – 0                                                               | Mali                                                                | Qual. Mondiali 2026                                                 | -                                                                   |                                                                     |
| 6-9-2024                                                            | Bamako                                                              | Mali                                                                | 1 – 1                                                               | Mozambico                                                           | Qual. Coppa d'Africa 2025                                           | -                                                                   | 46’                                                                 |
| 11-10-2024                                                          | Bamako                                                              | Mali                                                                | 1 – 0                                                               | Guinea-Bissau                                                       | Qual. Coppa d'Africa 2025                                           | -                                                                   | 89’                                                                 |
| 15-10-2024                                                          | Bissau                                                              | Guinea-Bissau                                                       | 0 – 0                                                               | Mali                                                                | Qual. Coppa d'Africa 2025                                           | -                                                                   | 46’                                                                 |
| 24-3-2025                                                           | Casablanca                                                          | Rep. Centrafricana                                                  | 0 – 0                                                               | Mali                                                                | Qual. Mondiali 2026                                                 | -                                                                   | 81’                                                                 |
| 5-6-2025                                                            | Orléans                                                             | RD del Congo                                                        | 1 – 0                                                               | Mali                                                                | Amichevole                                                          | -                                                                   |                                                                     |
| Totale                                                              |                                                                     | Presenze                                                            | 48                                                                  |                                                                     | Reti                                                                | 1                                                                   |                                                                     |